# Лесные долгоносики
Лесные долгоносики, или хвойки (лат. Hylobius) — род жесткокрылых из семейства долгоносиков.

## Описание
Хоботок у жуков довольно длинный, округлённый, немного согнутый, на конце несколько расширенный. Усики прикреплены около углов рта так, что первый членик их (стебелёк) едва достигает переднего края глаз. 2 следующих членика продолговатые, остальные членики жгутика короткие. Щиток явный. Надкрылья спереди с тупыми выдающимися бугорками (плечи). Ноги длинные, голени с сильным шипом на конце, бёдра зазубренные, лапки с большими, далеко друг от друга отстоящими коготками. 
Средней величины слоники, длиной 6—16 мм, живут в хвойных лесах и распространены в Европе и Азии. Личинки живут в умирающих кронах хвойных деревьев. Жуки обгладывают кору деревьев. Из 7 европейских видов наиболее известен, как весьма вредный в лесоводстве жук, большой сосновый слоник, еловый древник, еловая хвойка, или еловая смолёвка (Hylobius abietis). 
Виды
- Hylobius abietis Linnaeus, 1758
- Hylobius aliradicis Warner, 1966
- Hylobius alpheus Reiche, 1857
- Hylobius congener Dalla Torre et al., 1943
- Hylobius excavatus Laicharting, 1781
- Hylobius graecus Pic, 1902
- Hylobius huguenini Reitter, 1891
- Hylobius pales Herbst, 1797
- Hylobius pinastri Gyllenhaal, 1813
- Hylobius pinicola Couper, 1864
- Hylobius radicis Buchanan, 1935
- Hylobius rhizophagus Benjamin & Walker, 1963
- Hylobius transversovittatus Goeze, 1777
- Hylobius warreni Wood, 1957